# Brave New World Tour
Brave New World Tour är det brittiska heavy metal-bandet Iron Maidens turné i samband med albumet Brave New World 2000-2001.  
Turnépremiären var den 2 juni 2000 i Strasbourg och turnéavslutningen var på Rock in Rio-festivalen den 19 januari 2001. I mars 2001 gjordes ytterligare tre konserter i London som fondinsamling åt den tidigare trummisen Clive Burr som blivit sjuk i multipel skleros. Europa-delen av turnén kallades Metal 2000. 
Totalt uppgick turnén till 81 konserter. 91 konserter var inbokade, men några blev inställda efter att Janick Gers ramlat av scenen i Mannheim och skadat ryggen och fått en hjärnskakning.   

## Sverige
Den 27 juni spelade Iron Maiden på Stockholms stadion för en publik på 27 000. Det var slutsålt och deras dittills största konsert i Sverige. Ursprungligen var Sjöhistoriska museet bokat för konserten, men efterfrågan visade sig vara mycket större. Konserten spelades in av Sveriges Radio och sändes i en nerkortad version i P3 Live. En biljett till ståplats kostade 310 kr.

## Rock in Rio
Turnéavslutningen i Rio de Janeiro den 19 januari 2001 livesändes i sydamerikansk tv. Konserten spelades in och släpptes som livealbum, dvd och vhs med titeln Rock In Rio. Publiken uppgick till 250 000. Under Rock in Rio-konserten fungerade inte den del av scenshowen då Bruce Dickinson skulle hissas upp på ett snäckskalsprytt kors under introt till Sign Of The Cross.

## Låtlista
Intro: Arthur's Farewell (Den förste riddaren 1995)
1. The Wicker Man (Brave New World, 2000)
2. Ghost of the Navigator (Brave New World, 2000)
3. Brave New World (Brave New World, 2000)
4. Wrathchild (Killers,1981)
5. 2 Minutes To Midnight (Powerslave, 1984)
6. Blood Brothers (Brave New World, 2000)
7. Sign Of The Cross (The X Factor, 1995)
8. The Mercenary (Brave New World, 2000)
9. The Trooper (Piece of Mind, 1983)
10. Dream of Mirrors (Brave New World, 2000)
11. The Clansman (Virtual XI, 1998)
12. The Evil That Men Do (Seventh Son of a Seventh Son, 1988)
13. Fear of the Dark (Fear of the Dark 1992)
14. Iron Maiden (Iron Maiden, 1980)
15. The Number of the Beast (The Number of the Beast, 1982)
16. Hallowed Be Thy Name (The Number of the Beast, 1982)
17. Sanctuary (Sanctuary / Iron Maiden, 1980)

### Variationer
- The Fallen Angel Endast spelad 7 gånger.
- Out of the Silent Planet Endast spelad 4 gånger.
- Run to the Hills Endast spelad i London 19+20+21/3, samt Santiago de Chile 15/1 och Rock in Rio.
- Children of the Damned Endast spelad i London 19+20+21/3 2001.

## Nya länder
- Estland

## Banduppsättning
- Steve Harris - bas
- Bruce Dickinson sång
- Dave Murray - gitarr
- Adrian Smith - gitarr
- Janick Gers - gitarr
- Nicko McBrain - trummor